# الیاس ام اشتاین
الیاس ام اشتاین (انگلیسی: Elias M. Stein; ۱۳ ژانویهٔ ۱۹۳۱-۲۳ دسامبر ۲۰۱۸) یک ریاضی‌دان در زمینه آنالیز ریاضی اهل ایالات متحده آمریکا است.
وی همچنین برنده جوایزی همچون کمک هزینه گوگنهایم شده‌است.